# Autobus torowy

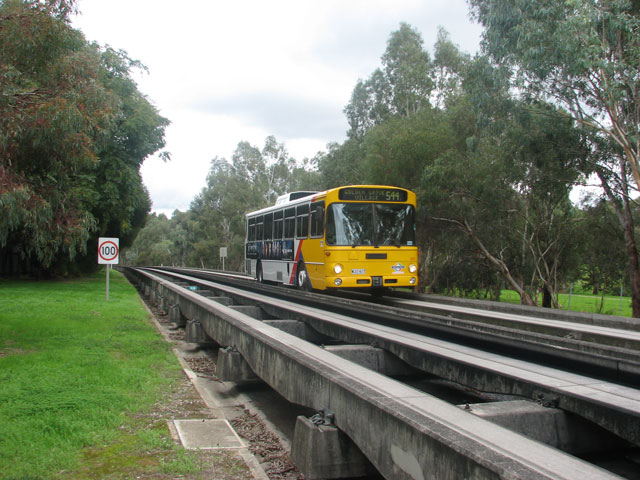
Autobus torowy w systemie Adelaide O-Bahn (2007)

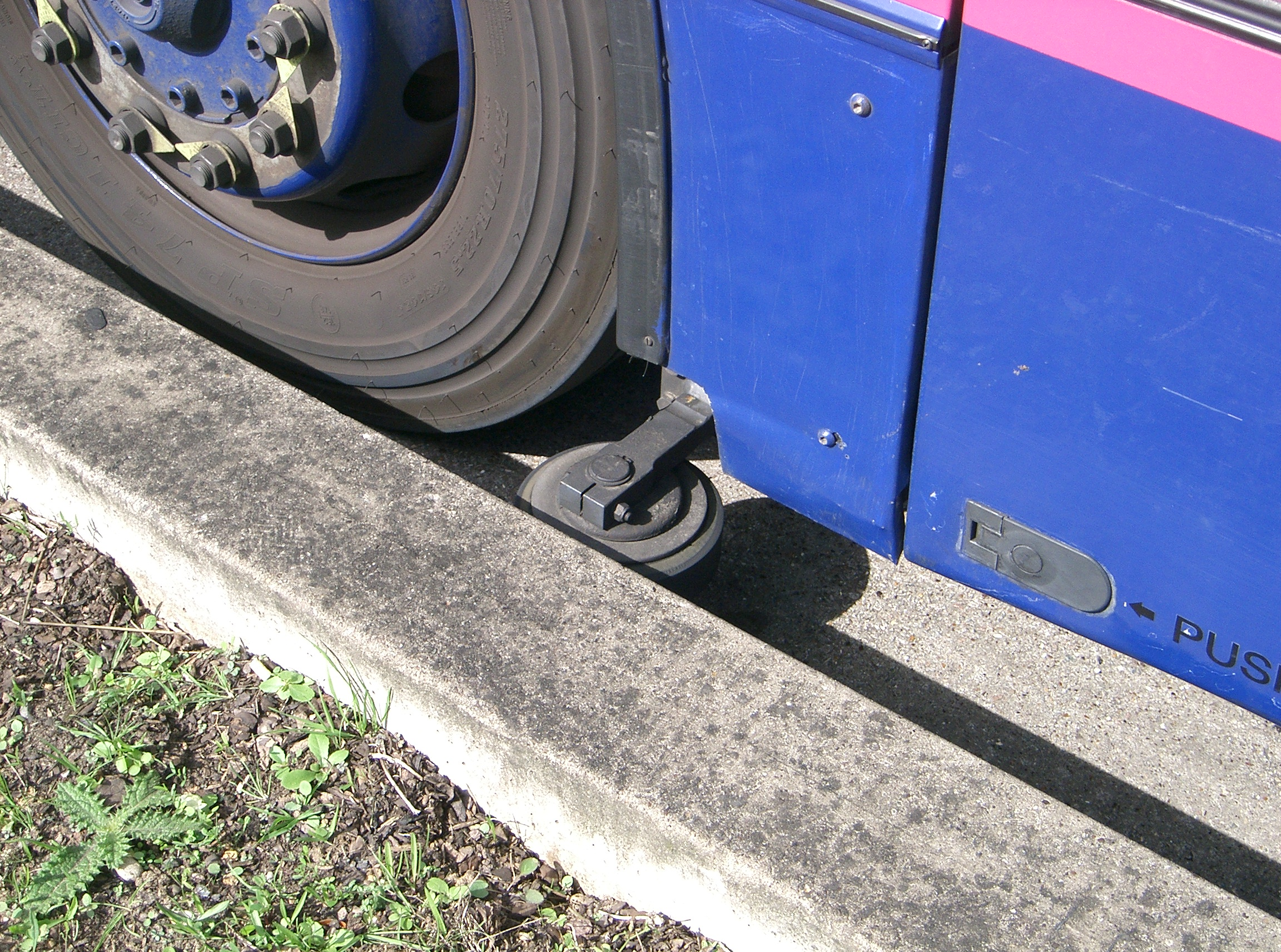
Ipswich. Koło prowadzące autobusu torowego

Autobus torowy – autobus poruszający się „sztywnym” torem, dzięki zastosowaniu prowadnic i kół prowadzących zamocowanych w pojeździe.
Technologia ta ma łączyć zalety sztywnotorowego środka transportu z możliwością łatwego kształtowania przebiegu tras, właściwą pojazdom drogowym. Odcinki sztywnotorowe stosuje się zwykle tylko na tych fragmentach sieci, na których kumuluje się większa liczba tras.
Najdłuższym i najszybszym torem autobusowym na świecie jest australijski Adelaide O-Bahn.